# Orville Gibson
Orville H. Gibson (Chateaugay, 1856 – Ogdensburg, 21 agosto 1918) è stato un liutaio statunitense.

## Biografia

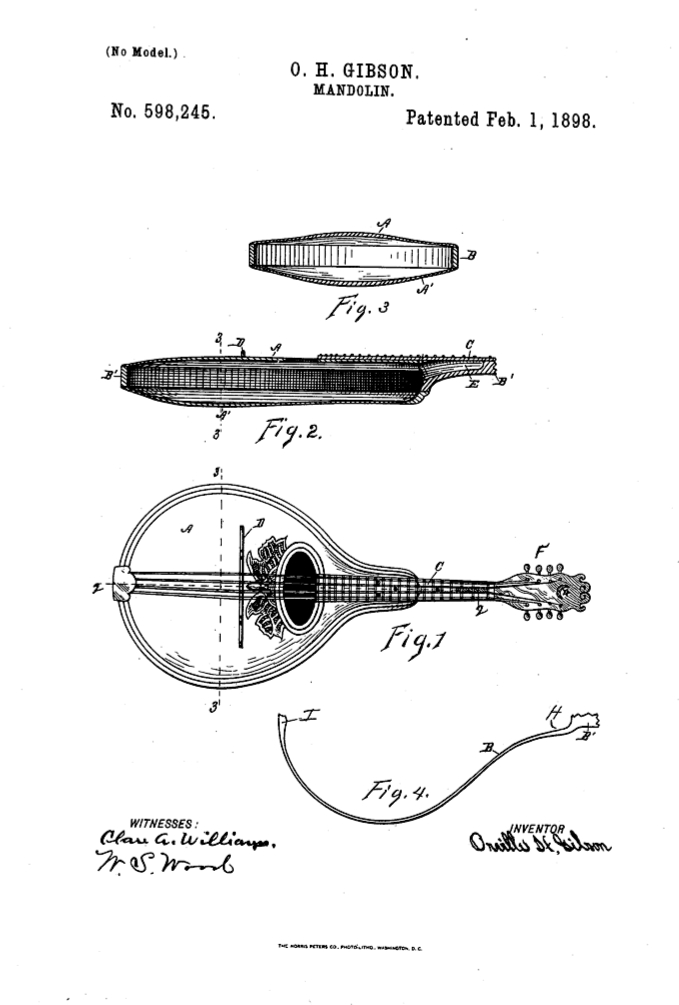
US Patent No. 598.245

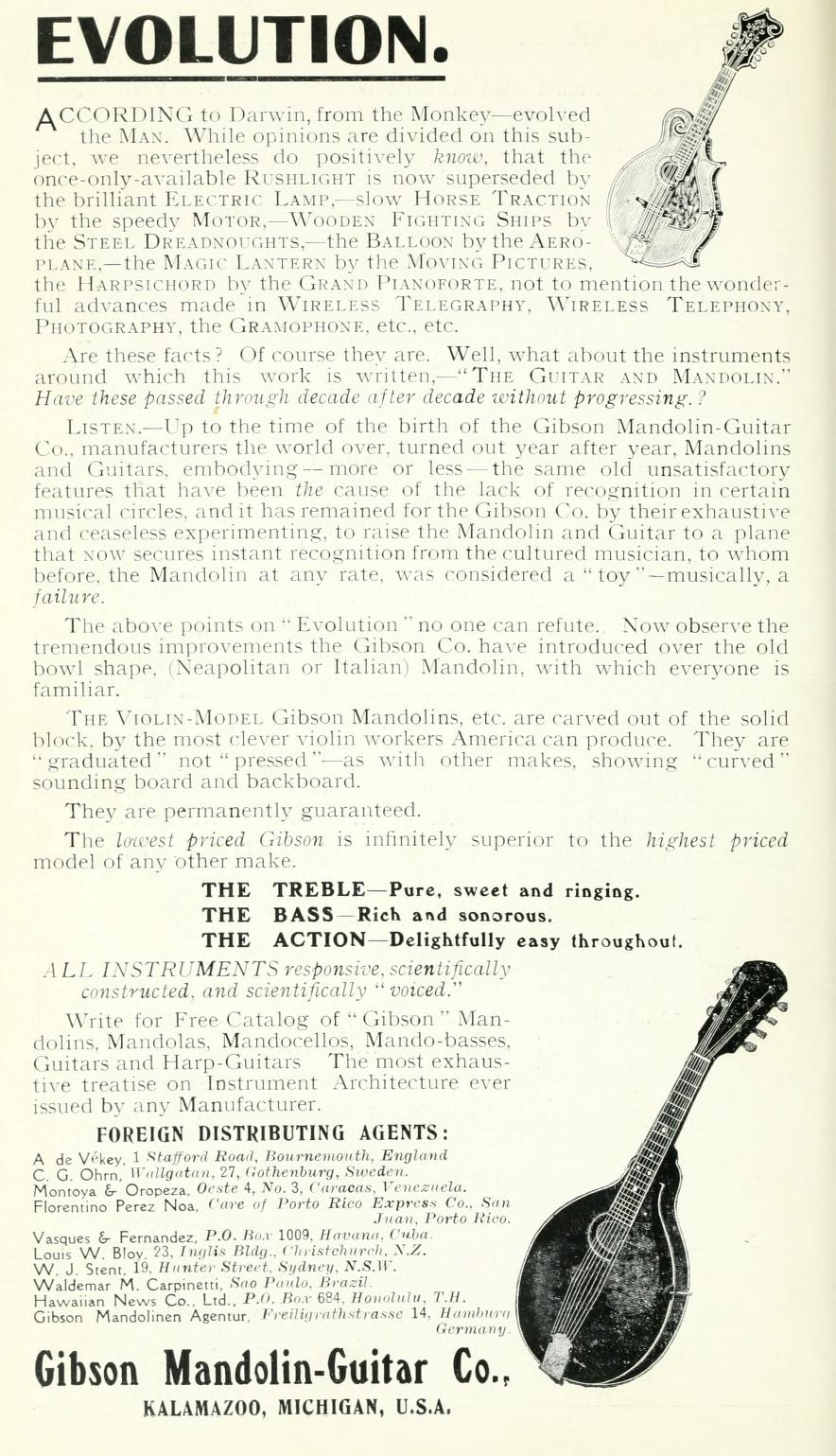
Pubblicità di un mandolino Gibson, circa 1914

Orville H. Gibson nacque a Chateaugay nello stato di New York nel mese di maggio del 1856 come riportato dal censimento del 1900 U.S. Federal Census. Gibson iniziò nel 1894 come liutaio nella sua casa di Kalamazoo, nel Michigan. Senza formale istruzione, Gibson creò una intera nuova serie di mandolini e chitarre, con la cassa di risonanza bombata invece che piatta nella superficie superiore e sagomata come la cassa di un violino. Le differenze erano così sostanziali con i modelli classici che ottenne il brevetto. La caratteristica di maggior potenza sonora e di durata fece sì che venne richiesta da molti musicisti.

Basandosi sulla forza dell'idea e del prodotto di Gibson, cinque imprenditori di Kalamazoo fondarono la Gibson Mandolin-Guitar Mfg. Co., Ltd. nel 1902. Con il passare del tempo il consiglio di amministrazione approvò la mozione che 
 Dopo questa mozione non si sa se Gibson lavorò come dipendente o consulente. Julius Bellson nel 1973 scrisse The Gibson Story, indicando 

### Malattia e morte
Vi sono diverse versioni riguardo al fatto che soffrisse di malattie mentali. Dal 1908, Gibson si sa che veniva pagato 500$, l'equivalente odierno di 20.000$ (ca. 17.600€). Fu ricoverato in ospedale diverse volte tra il 1907 ed il 1911. Nel 1916 fu nuovamente ricoverato, e morì il 21 agosto 1918 al St. Lawrence State Hospital, a Ogdensburg (New York) a 62 anni d'età. La pubblicazione di morte fu posta sul The Malone Farmer il mercoledì 21 agosto 1918, con decesso il 19 e i funerali tenuti a casa del fratello O. M. Gibson il 21 agosto. Gibson è sepolto al Morningside Cemetery di Malone.

## Galleria d'immagini

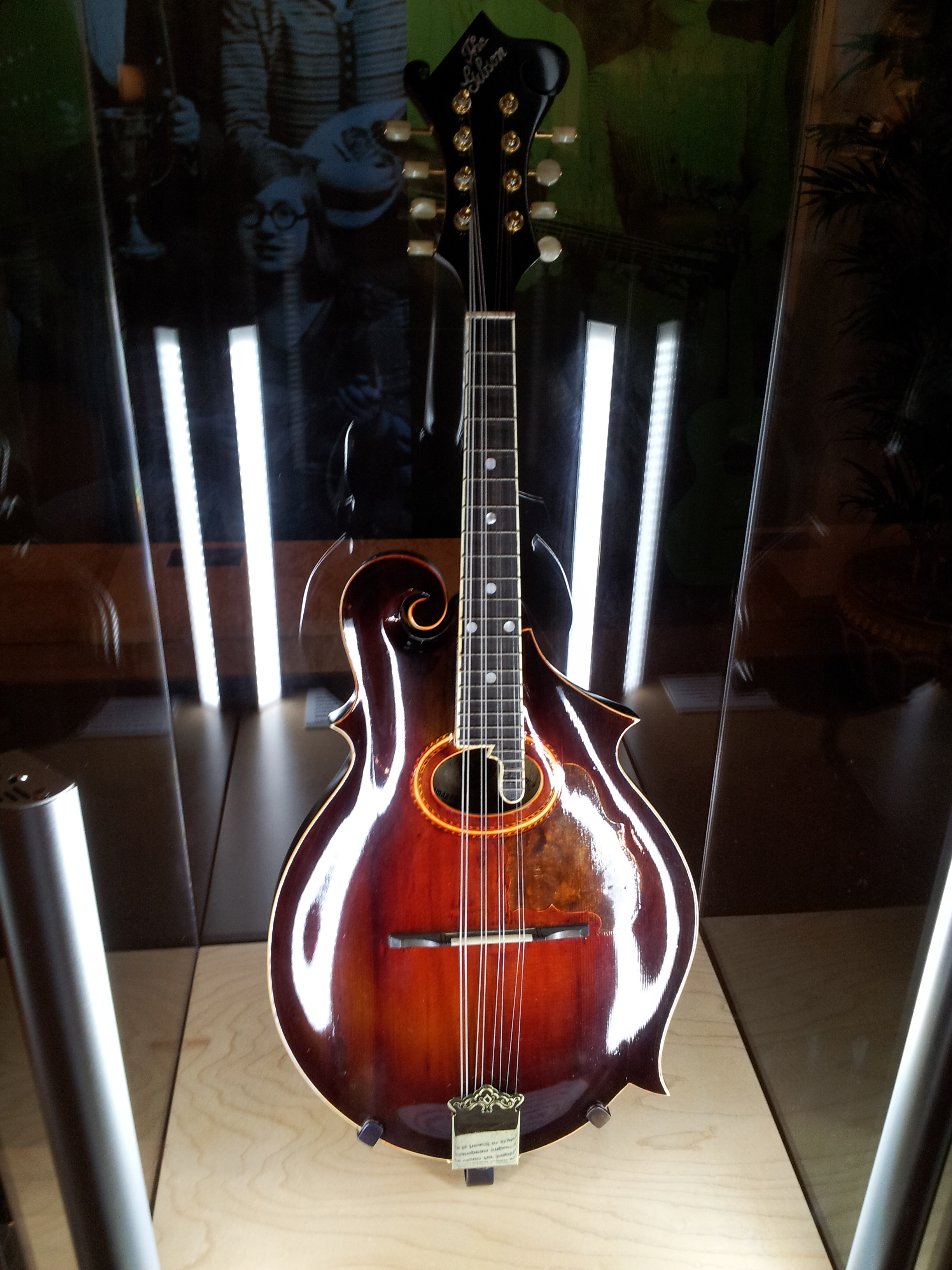
Mandolino Gibson bombato della serie F del 1917 esposto al Museum of Making Music in California.
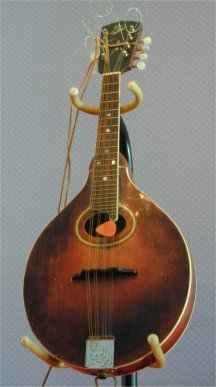
Mandolino Gibson A4 del 1921.